# Asterolecanobius
Asterolecanobius is een geslacht van vliesvleugeligen uit de familie Encyrtidae. De wetenschappelijke naam van dit geslacht is voor het eerst geldig gepubliceerd in 1963 door Tachikawa.

## Soorten
Het geslacht Asterolecanobius is monotypisch en omvat slechts de volgende soort:
- Asterolecanobius tsukumiensis Tachikawa, 1963